# Kouakou Hervé Koffi
Kouakou Hervé Koffi (Bobo-Dioulasso, Hauts-Bassins, 16 de octubre de 1996) es un futbolista burkinés. Juega de portero y su equipo es el Angers S. C. O. de la Ligue 1. Es internacional absoluto con la selección de Burkina Faso desde 2016.

## Trayectoria
En su país natal fue el portero del Racing Club de Bobo-Dioulasso, donde ganó el trofeo de la primera división de Burkina Faso.
Koffi se unió al ASEC Mimosas en noviembre de 2015.
El 21 de junio de 2017 fichó por cinco años con el Lille OSC. Koffi debutó en la Ligue 1 en la derrota por 2-0 ante el SM Caen el 20 de agosto de 2017. En julio de 2019 se marchó cedido al Belenenses SAD portugués por una temporada. Un año después salió prestado al Royal Excel Mouscron. Posteriormente siguió en Bélgica, firmando con el R. Charleroi S. C. por tres temporadas más una opcional.

## Selección nacional
Es internacional absoluto con la selección de Burkina Faso.
En 2017 jugó la Copa Africana de Naciones con su selección. 

## Vida personal
Es hijo del futbolista Hyacinthe Koffi, quien jugó en la clasificación para la Copa Africana de Naciones 2000.

## Clubes
| Club                          | País            | Año       |
| ----------------------------- | --------------- | --------- |
| Racing Club de Bobo-Dioulasso | Burkina Faso    |           |
| ASEC Mimosas                  | Costa de Marfil | 2015-2017 |
| Lille O. S. C.                | Francia         | 2017-2021 |
| Belenenses SAD (cedido)       | Portugal        | 2019-2020 |
| Royal Excel Mouscron (cedido) | Bélgica         | 2020-2021 |
| R. Charleroi S. C.            | Bélgica         | 2021-2024 |
| R. C. Lens                    | Francia         | 2024-     |
| Angers S. C. O. (cedido)      | Francia         | 2025-     |

## Palmarés

### Títulos nacionales
| Título                           | Club                          | País         | Año     |
| -------------------------------- | ----------------------------- | ------------ | ------- |
| Primera División de Burkina Faso | Racing Club de Bobo-Dioulasso | Burkina Faso | 2014-15 |